# Mihály Károlyi
Il conte Mihály Ádám György Miklós Károlyi di Nagykároly, detto "il conte rosso" per le sue simpatie socialiste, noto in Italia anche come Michele Karolyi (Budapest, 4 marzo 1875 – Vence, 19 marzo 1955), è stato un politico ungherese, brevemente Primo ministro dell'Ungheria dal 1º al 16 novembre 1918 e presidente dal 16 novembre 1918 al 21 marzo 1919.

## Biografia
Proveniente da un'illustre ed estremamente abbiente famiglia cattolica ungherese che aveva giocato un ruolo fondamentale nel Paese già a partire dal XVII secolo, venne eletto deputato nel 1910 tra le file del partito dell'Indipendenza. Dopo esser stato un convinto interventista, in seguito al prolungarsi della prima guerra mondiale fu tra i più critici della guerra in Parlamento. Il 7 novembre 1914 sposò la contessa Katalin Andrássy di Csik-Szent-Király e Kraszna-Horka. Nel 1916 Károlyi fondò un nuovo partito chiamato Partito unito per l'indipendenza che però poteva contare su uno scarso supporto popolare e su appena 20 deputati.
In seguito alla rivoluzione dei crisantemi dell'ottobre 1918 Károlyi si troverà alla guida del Paese: verrà nominato primo ministro dall'imperatore Carlo I (re Carlo IV per gli ungheresi) come estremo tentativo di tenere l'Ungheria sotto il controllo degli Asburgo. Il 16 novembre 1918 – dopo il ritiro di Carlo dal governo, Károlyi proclamò la Repubblica Democratica di Ungheria e l'11 gennaio 1919 venne nominato presidente dal Consiglio nazionale.
In seguito al deteriorarsi della situazione politica ungherese vennero a formarsi nel Paese una serie di consigli rivoluzionari non molto dissimili dai Soviet nati in Russia nel 1917. Ai problemi in politica interna si sommavano quelli in politica estera: il 3 novembre 1918 l'Austria-Ungheria firmò con le potenze alleate l'armistizio di Villa Giusti (nei pressi di Padova). Considerando che l'Ungheria era ormai del tutto indipendente molti membri del governo chiesero di firmare un nuovo armistizio che, contro il parere di Károlyi, venne siglato nel novembre 1918 a Belgrado con il comandante degli Alleati nei Balcani il maresciallo francese Louis Franchet d'Esperey. Il nuovo armistizio conteneva clausole ancor più dure delle precedenti scatenando il malcontento nei confronti di Károlyi.
Un'altra mossa poco saggia di Károlyi fu quella di abolire le forze armate ungheresi nel novembre 1918. Durante quell'inverno Romania, Serbia e Cecoslovacchia ruppero l'armistizio per cercare di strappare ulteriori territori all'Ungheria. Nel gennaio 1919 ordinò il ripristino dell'esercito e considerò un'alleanza con la Russia bolscevica.
La situazione precipitò, senza rifornimenti da parte della Germania e priva del sostegno degli Alleati, l'Ungheria attraversò un periodo di tremenda crisi economica caratterizzata da altissima disoccupazione e superinflazione.
Il 20 marzo 1919 la Francia inviò la cosiddetta "nota Vyx" con la quale ordinò alle truppe ungheresi che si stavano battendo contro le forze d'invasione di ritirarsi. Károlyi si dimise spianando la strada ai comunisti di Béla Kun, e nel luglio 1919 andò in esilio in Francia e successivamente allo scoppio della seconda guerra mondiale, in Regno Unito. Nel 1946 tornò in patria e dal 1947 al 1949 fu ambasciatore a Parigi. Nel 1949 si dimise in segno di protesta contro la condanna a morte di László Rajk.